# Thunnus maccoyii
Thunnus maccoyii (Castelnau, 1872) é uma espécie de atum pertencente à família Scombridae com distribuição natural nas águas marinhas temperadas e subtropicais do hemisfério sul, em particular entre as latitudes 30° S e 50° S, mas estendendo-se ocasionalmente até aos 60° S. Tem um comprimento de até 2,5 m  e um peso que pode atingir os 400 kg, sendo um dos maiores peixes ósseos extantes.